# Bruley
Bruley és un municipi francès situat al departament de Meurthe i Mosel·la i a la regió del Gran Est. L'any 2007 tenia 574 habitants.

## Demografia

### Població
El 2007 la població de fet de Bruley era de 574 persones. Hi havia 194 famílies, de les quals 20 eren unipersonals (20 homes vivint sols), 75 parelles sense fills, 87 parelles amb fills i 12 famílies monoparentals amb fills.
La població ha evolucionat segons el següent gràfic:
Habitants censats

### Habitatges
El 2007 hi havia 221 habitatges, 200 eren l'habitatge principal de la família, 7 eren segones residències i 14 estaven desocupats. 201 eren cases i 20 eren apartaments. Dels 200 habitatges principals, 161 estaven ocupats pels seus propietaris, 35 estaven llogats i ocupats pels llogaters i 4 estaven cedits a títol gratuït; 5 tenien dues cambres, 13 en tenien tres, 36 en tenien quatre i 146 en tenien cinc o més. 169 habitatges disposaven pel capbaix d'una plaça de pàrquing. A 78 habitatges hi havia un automòbil i a 116 n'hi havia dos o més.

### Piràmide de població
La piràmide de població per edats i sexe el 2009 era:
| Homes | Edats   | Dones |
| ----- | ------- | ----- |
| 0     | 95 o +  | 0     |
| 0     | 90 a 94 | 4     |
| 0     | 85 a 89 | 8     |
| 0     | 80 a 84 | 0     |
| 0     | 75 a 79 | 4     |
| 0     | 70 a 74 | 0     |
| 20    | 65 a 69 | 8     |
| 28    | 60 a 64 | 20    |
| 12    | 55 a 59 | 16    |
| 24    | 50 a 54 | 12    |
| 16    | 45 a 49 | 32    |
| 20    | 40 a 44 | 16    |
| 28    | 35 a 39 | 16    |
| 20    | 30 a 34 | 28    |
| 32    | 25 a 29 | 20    |
| 20    | 20 a 24 | 4     |
| 24    | 15 a 19 | 20    |
| 16    | 10 a 14 | 20    |
| 24    | 5 a 9   | 16    |
| 16    | 0 a 4   | 16    |

## Economia
El 2007 la població en edat de treballar era de 373 persones, 276 eren actives i 97 eren inactives. De les 276 persones actives 258 estaven ocupades (140 homes i 118 dones) i 18 estaven aturades (6 homes i 12 dones). De les 97 persones inactives 36 estaven jubilades, 36 estaven estudiant i 25 estaven classificades com a «altres inactius».

### Ingressos
El 2009 a Bruley hi havia 212 unitats fiscals que integraven 582 persones, la mediana anual d'ingressos fiscals per persona era de 20.737 €.

### Activitats econòmiques
Dels 24 establiments que hi havia el 2007, 1 era d'una empresa alimentària, 1 d'una empresa de fabricació d'altres productes industrials, 8 d'empreses de construcció, 6 d'empreses de comerç i reparació d'automòbils, 1 d'una empresa d'hostatgeria i restauració, 1 d'una empresa d'informació i comunicació, 2 d'empreses de serveis, 1 d'una entitat de l'administració pública i 3 d'empreses classificades com a «altres activitats de serveis».
Dels 8 establiments de servei als particulars que hi havia el 2009, 1 era un guixaire pintor, 3 fusteries, 1 electricista, 1 empresa de construcció, 1 perruqueria i 1 restaurant.
L'únic establiment comercial que hi havia el 2009 era una botiga d'electrodomèstics.
L'any 2000 a Bruley hi havia 27 explotacions agrícoles que ocupaven un total de 184 hectàrees.

## Equipaments sanitaris i escolars
El 2009 hi havia una escola elemental integrada dins d'un grup escolar amb les comunes properes formant una escola dispersa.

## Poblacions més properes
El següent diagrama mostra les poblacions més properes.